# Stade du Fort Carré
O Stade du Fort Carré é um estádio multiuso em Antibes, França, sede do FC Antibes. Atualmente é usado principalmente para jogos de futebol. O estádio é capaz de acomodar 4.000 pessoas. Durante a Copa do Mundo de 1938, foi palco de um jogo entre a Suécia e Cuba.

## História
O estádio é composto atualmente por 4.000 lugares, mas teve mais de 15.000 antes da Segunda Guerra Mundial. Foi um dos maiores estádios do sudeste de França e foi escolhido para sediar as quartas-de-final da Copa do Mundo de 1938: Suécia-Cuba (8-0) na frente de 6.846 espectadores.

## Ligações Externas
- Official website(Inativo desde outubro de 2018)